# Peltoperlopsis concolor
Peltoperlopsis concolor is een steenvlieg uit de familie Peltoperlidae. De wetenschappelijke naam van de soort is voor het eerst geldig gepubliceerd in 1931 door Banks.